# Airbeat One
Das Airbeat One ist ein Festival der elektronischen Tanzmusik in Neustadt-Glewe, Mecklenburg-Vorpommern. Es ist insbesondere für sein Showkonzept bekannt, wonach jedes Jahr ein anderes Länder-Motto umgesetzt wird. Im Jahr 2023 verzeichnete das Festival ca. 210.000 Besucher. Es zählt somit zu den größten Festivals seiner Art in Deutschland und Europa.

## Geschichte

### Erste Realisierungen
Bereits die erste Ausgabe des EDM-Festivals fand im Jahr 2002 auf dem Flugplatz in Neustadt-Glewe statt. Ins Leben gerufen wurde es unter dem Namen Airbase One vom Veranstaltungstechnik-Unternehmen Music Eggert, auch bekannt als ME-Events. Nach der ersten Ausgabe mit etwa 1.000 Besuchern wurde eine jährliche Durchführung geplant. Aus markenrechtlichen Gründen erfolgte zur dritten Ausgabe eine Umbenennung in Airbeat One. 2007 fand das Festival an einem See in der Nähe von Neu Zachun statt.

### Musikalische Einordnung und Entwicklung
Der Musikstil war anfangs sehr Trance-orientiert, dieses Genre verlor aber mit der Zeit bei Airbeat One an Bedeutung. Aufgrund dessen wurden weitere Bühnen errichtet, die sich auf ein bestimmtes Genre konzentrieren. Darunter sind Richtungen wie Electro-House, Hardstyle, Techno, Drum ’n’ Bass oder Psytrance vertreten. 2010 wurde erstmals eine Mainstage errichtet, um namhafte Künstler unabhängig vom Genre auf einer Hauptbühne zu präsentieren. Während im Folgejahr elf Bühnen zu finden waren, wurde diese Anzahl schnell reduziert und der Fokus auf die wichtigsten Bühnen gelegt. Dabei gerieten insbesondere die Stile Electro-House, Hardstyle und Psytrance in den Vordergrund. In den Jahren 2009 bis 2013 wurde die Veranstaltung jeweils donnerstags von Newcomer-DJs des gemeinnützigen Coreplex e. V. auf der Camping-Area eröffnet, während seit 2014 mittwochs auf einer Bühne auf dem VIP-Gelände die ersten DJs spielen.
Das Sony-Music-Subunternehmen „Electronic-Dance“ beziehungsweise „Club-Sounds“ produzierte im Jahr 2015 Dokumentationsfilme sowie Interviews mit einer Reihe an Künstlern.

### Seit 2016: Schlagartig steigende Popularität
Im Jahr 2016 wurde ein Jubiläum zur 15. Ausgabe des Festivals gefeiert und mit ca. 40.000 täglichen Besuchern ein neuer Rekord aufgestellt. Außerdem betrieb der Veranstalter Q-Dance eine eigene Bühne. Das Line-Up dieser Bühne wurde insbesondere durch Vertreter des Hardstyles geprägt. Es konnten bekannte Hardstyle-DJs mit einem sehr viel höheren Bekanntheitsgrad gewonnen werden. Darunter befanden sich D-Block & S-te-Fan, Noisecontrollers, Brennan Heart, Wasted Penguinz, Da Tweekaz, Bass Modulators und Audiotricz sowie die zurückkehrenden Coone, Code Black und Atmozfears. Zudem gab das Team der Airbeat One bekannt, dass das gesamte Line-Up dieser Ausgabe wesentlich größer sein sollte als das der vergangenen Jahre. Auf einer am nahe gelegenen Barracuda Beach aufgebauten Bühne traten über 40 Acts auf.
2017 wurde die Besucheranzahl um weitere 5.000 Besucher gesteigert. Mit dem Auftritt des niederländischen DJs Hardwell feierte eine weitere Größe der EDM-Szene Debüt auf dem Festival. Auch Timmy Trumpet und Headhunterz konnten für die Mainstage gewonnen werden. Beide feierten große Erfolge im Vorjahr und spielten erstmals auf der Hauptbühne. Auf der Q-Dance-Stage kam es zu diversen B2B-(„back-to-back“)-Auftritten, was bis dato auch erstmals absolviert wurde; so spielten unter anderem Ran-D und Atmozfears sowie Angerfist und Partyraiser zusammen auf der Bühne.
Im Jahr 2018 wurde das Festival-Gelände bereits am Mittwoch eröffnet. So wurden separate Tickets für die so genannte Pre-Opening-Party verkauft. Nach wenigen Tagen waren über 60 % der Karten ausverkauft. Headliner dieser Party waren Nicky Romero, Blasterjaxx und Bassjackers. Das Pre-Opening der Main-Artists erfolgte in der erstmals aufgebauten Bühne „The Arena“, die von den Plattenlabeln „Boombox“ und „Transmission“ gehostet wurde. Auch das Campinggelände war noch vor Vollendung des Vorverkaufs ausgebucht. Mit insgesamt über 55.000 Besuchern wurde ein neuer Besucherrekord aufgestellt. Zudem wurde in der 17. Ausgabe erstmals das so genannte Cashless-Paymentsystem eingeführt, bei dem auf bargeldloses Bezahlen gesetzt wird. Durch Acts wie Zedd, Marshmello und DJ Snake wurde der Musikstil, der auf der Mainstage vertreten wurde auf unter anderem Complextro, Dubstep und Trap ausgeweitet.
Mit rund 65.000 Zuschauern wurde im Jahr 2019 zum Thema „Eine Reise nach Indien“ vor einer Mainstage, die dem Taj Mahal nachempfunden wurde gefeiert. Der Auftritt des niederländischen DJs und Produzenten Martin Garrix und das Closing-Set von Timmy Trumpet mit anschließendem Feuerwerk bildeten zwei Highlights des Festivals. Des Weiteren feierte unter anderem das US-amerikanische Duo The Chainsmokers ihr Debüt beim Airbeat One Festival. Abseits des Festival-Geländes wurde das Cashless-Paymentsystem beibehalten und mit der Möglichkeit eines Fallschirmsprunges eine neue Attraktion geschaffen.
Am 16. April 2020 wurde seitens der Veranstalter Music Eggert bekanntgegeben, dass die geplante 19. Ausgabe des Airbeat One Festivals, ursprünglich geplant vom 8. bis 12. Juli 2020 aufgrund der Ausbreitung der COVID-19-Pandemie abgesagt wird. Der Themenschwerpunkt Eine Reise nach Italien, die 2020 stattfinden sollte, wurde entsprechend auf 2021 verlegt. Im August 2021 wurde das Festival erneut abgesagt und auf den 6. bis 10. Juli 2022 verschoben. Der Grund war auch hier die anhaltende COVID-19-Pandemie.
Im Juli 2022 fand das Festival nach anhaltender Pandemie erneut statt. Dabei stellte das Festival einen neuen deutschlandweiten Rekord auf und brachte 37 DJs der Top 100 Rangliste des DJs Mags auf die Bühnen. Das Pre-Opening am Mittwoch zählte 20.000 Besucher. Am letzten Tag waren es 65.000. Insgesamt sind 200.000 Besucher aus über 50 Ländern zur 19. Ausgabe des Festival gereist.

## Organisation
| \| Neustadt-Glewe \|        |
| Lage innerhalb Deutschlands |
| Neustadt-Glewe              |

Das Gelände befindet sich auf dem Flugplatz in Neustadt-Glewe in Mecklenburg-Vorpommern, unmittelbar an der A24 Hamburg-Berlin. Neben den sechs Bühnen umfasst das Areal ein weitläufiges Campinggelände. Das Veranstaltungsgelände verfügt über mehrere Sanitäts-Stationen für schnelle Erste-Hilfe sowie eine Station der Polizei.
Für die Anreise mit dem öffentlichen Nahverkehr stehen neben Zugverbindungen auch mehrere Fernbus-Linien zur Verfügung. Für den Transfer vom Tagesbesucher-Parkplatz oder für Fahrten in die Stadt Neustadt-Glewe sowie zu einem nahegelegenen Badesee existieren mehrere kostenfreie Busshuttle-Linien.

### Camping-Gelände
Das Camping-Gelände ist aufgeteilt in VIP-, Main-, Special-, Easy- und North-Camping Bereiche, welche größtenteils über eigene Sanitär-Anlagen verfügen. Es besteht zudem die Möglichkeit, eigene Dixi-Toiletten, Safeboxen sowie Strom-Powerbanks zu mieten.

### Festivalgelände
Mainstage
Die Mainstage präsentiert international bekannte DJs verschiedener EDM-Genres. Des Weiteren findet auf der Mainstage eine große pyro- und lichttechnische Show statt, in dessen Verbindung auch das Haupt-Feuerwerk in der Nacht von Samstag auf Sonntag stattfindet. In der Regel beginnt dieses ca. 01:30 Uhr. Stilistisch ist die Hauptbühne dem jährlichen Motto des Festivals angepasst.
Harder Stage
Seit 2016 wurde die Bühne, auf der Hardstyle präsentiert wird, vom Musikveranstalter und Plattenlabel Q-Dance (u. a. Veranstalter der Defqon.1 und der Q-Base) gehostet. Auch diese Stage erhält jedes Jahr ein neues Design, wobei zumeist Motive aus dem Tierreich als Inspiration dienen. Neben klassischen Hardstyle-Acts, treten hier auch DJs aus dem Bereich des Rawstyles und Hardcore auf. Die Harder Stage ist die zweitgrößte Bühne des Geländes und besitzt ebenfalls ein großes Repertoire an Pyrotechnik, weshalb auch dort am Sonntag ein zusätzliches Groß-Feuerwerk stattfindet.
Second Stage
Auf der Second Stage ist Musik aus dem Bereich des Psychedelic-Trance zu hören. Der Floor ist mit einem großflächigen, farbigen Sonnensegel überdacht. Die Bühne ist entsprechend der musikalischen Ausrichtung mit psychedelischen Design-Elementen ausgestattet.
Arena Stage
Die Arena-Stage existiert seit 2018. Sie ist maßgeblich auf Genre des Techno-Bereichs ausgerichtet und findet innerhalb eines Großzeltes mit etwa 5000m² und Platz für ca. 7000 Personen statt.  Die Stage ist entsprechend dem Jahres-Motto mit jeweils landestypischem Design bestückt.
Terminal Stage
Auf der Terminal Stage sind hauptsächlich Genre wie Electro, Tech House und Tropical House vertreten. Die Terminal Stage befindet sich innerhalb eines baugleichen Großzeltes entsprechend der Arena Stage.
Butterfly Stage
2024 als „Classic Stage“ eingeführt, existiert mit der Butterfly Stage eine weitere Bühne. Auf dieser treten insbesondere DJ-Acts auf, welche in früheren Jahren große Bekanntheit erlangten. Der Fokus liegt dabei auf Sets mit den besonders erfolgreichen Tracks aus eben dieser Zeit.

## Diskografie

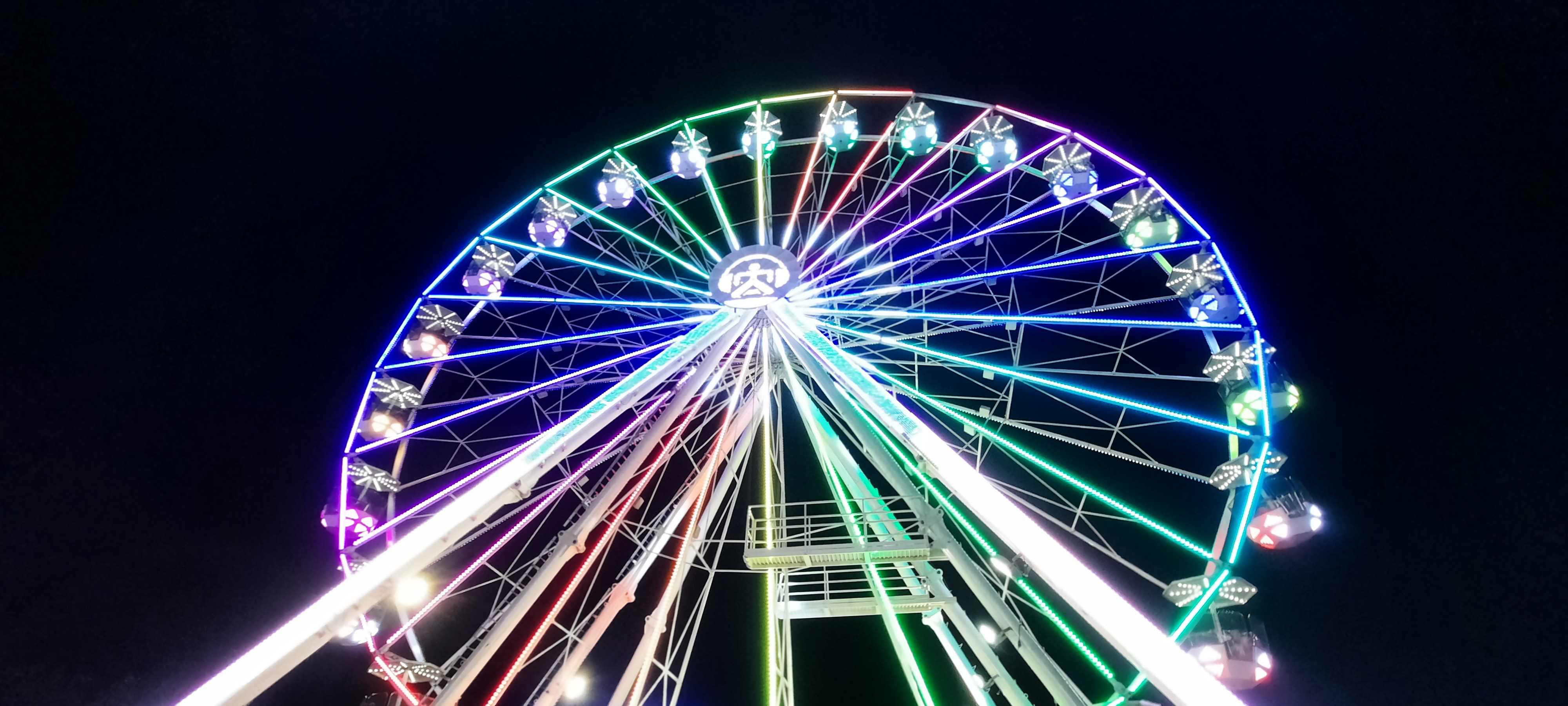
Riesenrad auf dem Festivalgelände

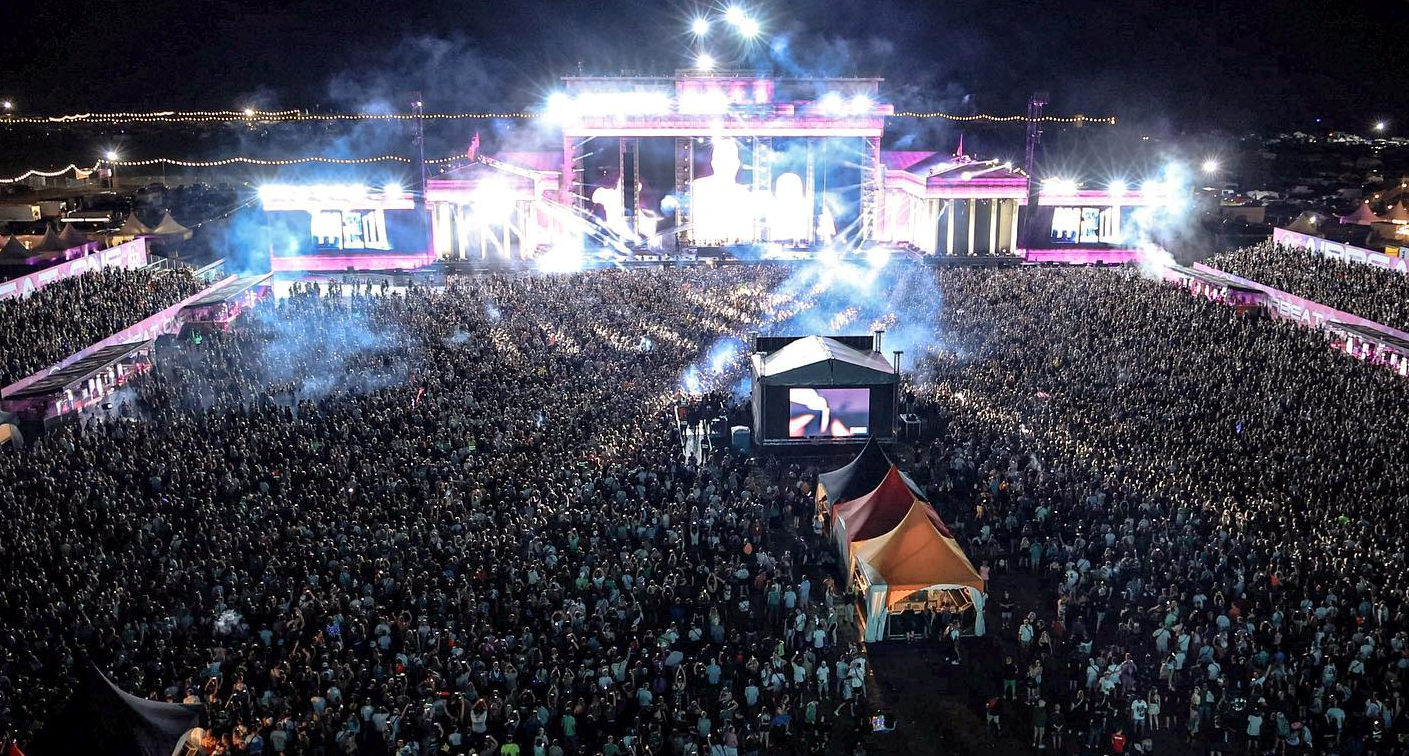
Die Mainstage aus Sicht des Riesenrads – 2023

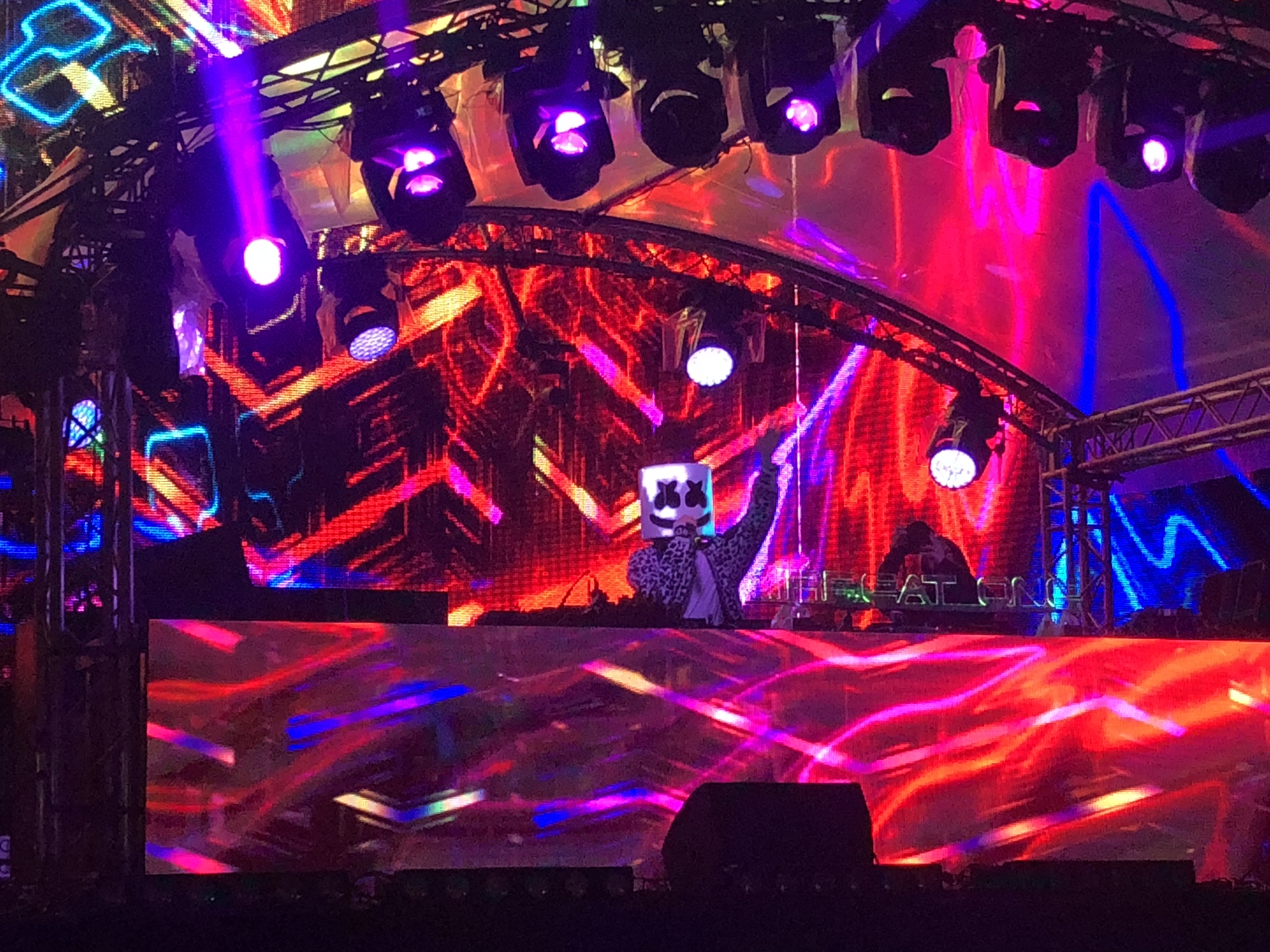
Marshmello bei der 17. Ausgabe

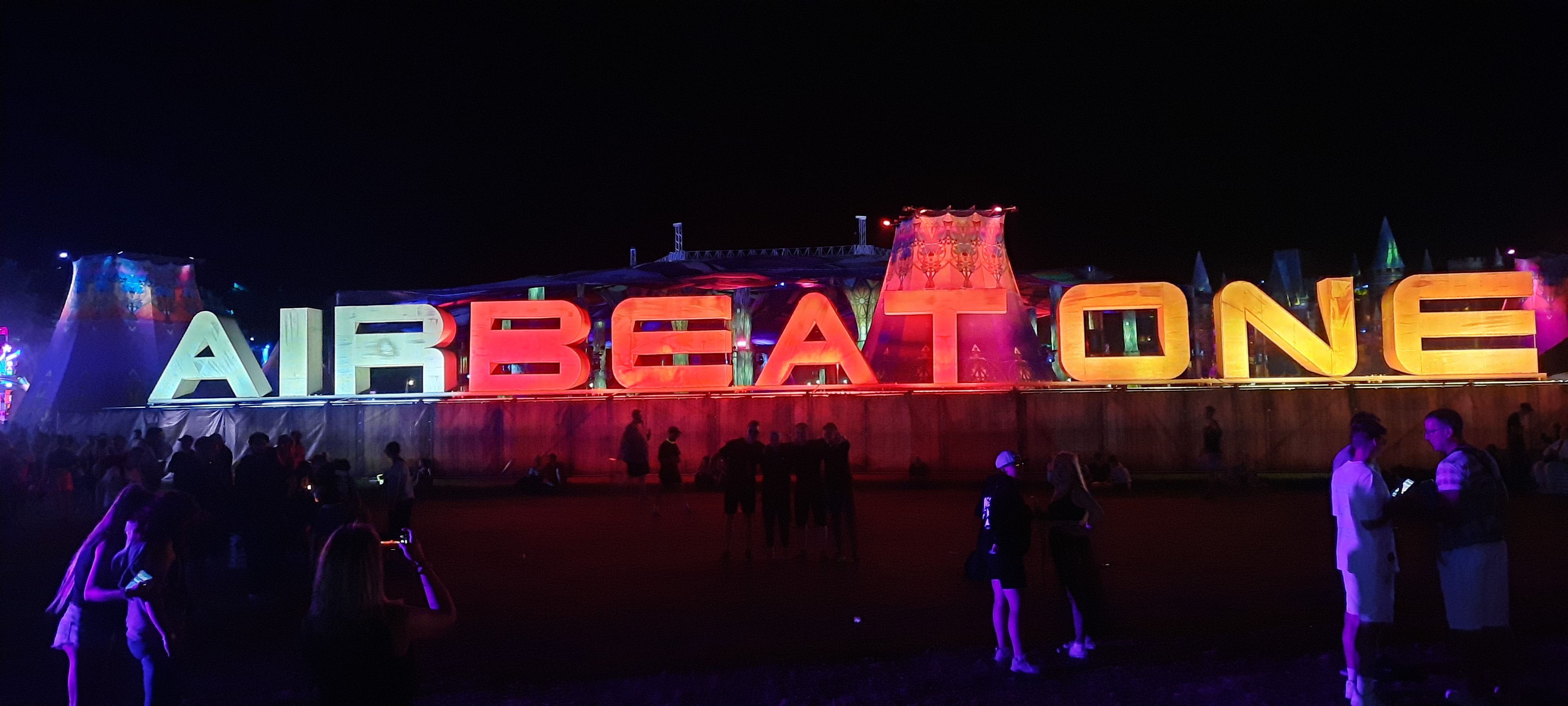
Schriftzug auf dem Festivalgelände

Gemeinsam mit Ronny Bibow gründete der deutsche Produzent Michael Bein, der von der ersten Ausgabe bis 2014 nahezu jedes Jahr als Money G auf der Mainstage auftrat, im Jahr 2004 das „Airbeat One Project“. Unter diesem Pseudonym erschien in den Folgejahren eine Reihe an Liedern im Bereich des Progressive-Trance’. 2012 wurde das Projekt von Bein allein wieder aufgegriffen und bis 2013 erschienen einige weitere Singles, die sich jedoch viel mehr in die Bereiche Hands-Up und Electro-House einordnen ließen. 2015 erschien erstmals eine Kompilation, die insgesamt 40 Lieder unterschiedlicher Interpreten umfasst. Von 2015 bis 2017 wurde die offizielle Hymne vom deutschen Produzenten Andrew Bennett produziert. Im Folgejahr übernahm diesen Job der deutsche Musiker Luca River alias Fluex.
Seit 2009 erscheinen jährlich Aftermovies des Festivals. Während die Länge des ersten Aftermovies bei knappen 6 Minuten lag und im Folgejahr nur noch 4 Minuten Videomaterial bot, weisen die Aftermovies der Jahre 2015 und 2016 über 10 Minuten Länge auf. 2022 waren es über 15 Minuten.

### Kompilationen
- 2015: Airbeat One 2015 (Kontor Records)
- 2016: Airbeat One 2016 (Kontor Records)
- 2017: Airbeat One 2017 (Kontor Records)
- 2018: Airbeat One 2018 (Kontor Records)
- 2019: Airbeat One 2019 (Kontor Records)

### Singles
- 2004: Airbeat One
- 2006: Airbeat One 2006
- 2009: Airbeat One 2009
- 2012: Airbeat Army
- 2012: Turn Up the Party
- 2013: Snowbeat
- 2016: Under A Night Sky (feat. Kyler England)
- 2017: Won’t Come Down (feat. Pearl Andersson)

### Hymnen/Anthems
- 2010: Luca Bressan – Rose Garden
- 2012: Mystery & Creek – Airbeat One 2012
- 2013: Danny Ávila – Voltage
- 2014: Jewelz & Sparks – Kingdom
- 2015: Andrew Bennett feat. Angelika Vee – Fall Out
- 2016: Airbeat Inc. feat Kyler England – Under A Night Sky
- 2017: Airbeat Inc. feat. Pearl Andersson – Won’t Come Down
- 2018: Fluex – Daylight
- 2019: Airbeat Inc. – Run with You
- 2024: Neelix feat. The Hitmen – The Unknown

## Ableger
- Seit Mitte der 2000er Jahre wird das Indian-Spirit-Festival von Music Eggert veranstaltet. Es findet seit mehreren Jahren im kleinen Ort Eldena bei Ludwigslust statt. Das Thema des Festivals sowie auch der Musik geht in die Richtung des Psychedelic-Trance mit Acts wie Liquid Soul, Neelix und Fabio & Moon. Der Psytrance-DJ Schrittmacher gehört zum Organisationsteam des Festivals. Im Jahr 2018 verzeichnete das Festival über 8000 Besucher.[27]
- Im Jahr 2012 fand erstmals das sogenannte Snowbeat-Festival statt, hinter dem ebenfalls Music Eggert steht. Dieses wird seither in der Wintersporthalle in Wittenburg, Mecklenburg-Vorpommern ausgetragen[28] und repräsentiert ebenfalls House-, Psychedelic-Trance-, Hardstyle- und Deep-House-Musik. Auch das Line-Up weist Parallelen zum Airbeat One auf. 4000 Tickets wurden im Jahr 2016 verkauft.
- Im Zuge des Festivals organisieren die Veranstalter seit 2014 sogenannte Clubtours, bei der in verschiedenen Clubs, die in ganz Deutschland verteilt waren, eine Vielzahl an Headlinern des Airbeat Ones auftreten. Berücksichtigt werden dabei insbesondere das Vertreten verschiedener Musikstile, wodurch diese im Regelfall in Clubs ausgetragen werden, die die unterschiedlichen Musikstile auf unterschiedlichen Stages vertreten.[29]
- Seit 2015 wird im Dezember jeden Jahres das Electric-Sea-Dance-Festival ausgetragen, welches sich ebenfalls auf vergleichbare Musikstile spezialisiert. Hingegen wird das Festival nur an einem Tag auf dem HanseMesse-Gelände in Rostock ausgetragen.[30] Rund 4.000 Besucher waren im Jahr 2016 Teil des Festivals.

## Trivia
- Bei den Aufbauten der Airbeat One 2014 kam es zu einem Arbeitsunfall. Ein Techniker stürzte bei Aufbauarbeiten an der Beleuchtungsanlage aus 18 Metern in die Tiefe. Er starb im Krankenhaus.[31]
- Seit mehreren Jahren basiert jede Ausgabe des Festivals auf einem neuen Motto:
  - 2014: Die Welt der Maya
  - 2015: Das alte Rom
  - 2016: Eine Reise nach Asien
  - 2017: Eine Reise in die USA
  - 2018: Eine Reise nach Großbritannien
  - 2019: Eine Reise nach Indien
  - 2022: Eine Reise nach Italien
  - 2023: Home Edition - Germany
  - 2024: Eine Reise nach Frankreich
- Im Jahr 2016 sagte Nicky Romero seinen Auftritt kurzfristig ab. Gründe wurden nicht genannt, als Ersatz wurde Laidback Luke spontan verpflichtet.[32]
- Im Jahr 2017 sagte Alison Wonderland ihren Auftritt kurzfristig ab. Gründe wurden nicht genannt, als Ersatz wurde Brohug spontan verpflichtet.
- Im Jahr 2018 kam es kurz nach Mitternacht auf mehreren Bühnen zu Stromausfällen, wodurch Armin van Buuren und Atmozfears Auftritte unterbrochen und EDX Auftritt abgesagt wurde.
- Im Jahr 2019 wurde der Auftritt von Yellow Claw im Voraus abgesagt, ein offizielles Statement seitens des Managements oder des Veranstalters blieb aus. Als Ersatz wurden Netsky, Jauz und Slushii für ein B2B-Set verpflichtet. Wenige Tage vor dem Festival sagte auch Afrojack aufgrund von persönlichen Gründen seinen Auftritt ab, als Ersatz sprang Don Diablo ein. Wegen einer Verspätung konnte Quintino nicht zu seinem Set erscheinen, weshalb Dimitri Vangelis & Wyman seine Spielzeit übernahmen. Auch Steve Aoki konnte aus familiären Gründen nicht auftreten, woraufhin die nachfolgenden Acts vorgezogen wurden. The Chainsmokers verspäteten sich, weshalb der gesamte Zeitplan nach hinten verschoben wurde und Steve Angello für ein B2B-Set zu Sebastian Ingrosso auf die Bühne kam.
- Im Jahr 2019 drohte ein Gewitter über das Gelände zu ziehen, weshalb eine großflächige Evakuierung des Geländes geplant wurde. In letzter Minute wurde Entwarnung gegeben.

## Line-Ups Airbeat One 2002 bis 2019
Die Reihenfolge und Schreibweise entspricht dem auf der Website des Veranstalters jeweils bekanntgegebenen Timetable.
| Freitag, 2. Juli 2004 Money G Mike MH-4 Krid P \| Potatoheadz Rocco \| Sven-R-G | Samstag, 3. Juli 2004 DJ Bomba Krid P \| Potatoheadz Pulsedriver Cosmic Gate Kai Tracid Jaspa (Blank & Jones) Airbeat One Project Talla 2XLC Dumonde DJ Shog DJ Lee Money-G |

| Freitag, 2. Juli 2004 Ralf Roman Fischer DJ Rom V.EX \| Ric Colin | Samstag, 3. Juli 2004 TONY Schütze Smasha Lex Bale La.Di.Da. Fengari Diro Tomasz DJ Acer |

| Freitag, 2. Juli 2004 DJ Busy DJ Esuoh Les Cracheurs De Feu L60 DJ Esuoh DJ Busy | Samstag, 3. Juli 2004 Marc N.A. Ilja Lex Bale Weidti Funk Fetish Housewart Roy XL |

| Hardstyle-Area Samstag, 3. Juli 2004 DJ NDB DJ Ornator DA Core Marc Acardipane Gary D. DJ Isaac Deepack DJ Arne Lii Bass-T DJ Slideout | Goa-Area Samstag, 3. Juli 2004 Zosma Norm & Isi Vaishias Sund Psilo Brainshakers Syncron Dekahn & Naxon Target |

| Freitag, 13. Juli 2007 Mario Dali Watson Dan Reaves Tillmann Uhrmacher Blank & Jones Andrew Bennet Dean DFX | Samstag, 14. Juli 2007 Pea & Onyx J.Cobb Bluefire Takka2XLC Cosmic Gate A1 PROJEKT Sammy DJ Shog V.EX |

| Freitag, 13. Juli 2007 Marc N.A. Miss Gee Hardy Hard Moguai Marusha MOK Loyd | Samstag, 14. Juli 2007 Andreas B BSTEE Kombination 100 Ron TOm The Earth Housewart Esuoh |

| Freitag, 13. Juli 2007 Torben DJ/Bassinterface Voro Tana Technoboy Dana Tatanka Mystery Slideout | Samstag, 14. Juli 2007 Morten Berg Creek Alpha²Twins Lady Tom Pavo Sam Punk Waveliner Sander |

| Freitag, 13. Juli 2007 Frank van Arc NDB Plexus Frank Raven Flarup DJ Sun | Samstag, 14. Juli 2007 V.EX Plexus Neo Cortex Fkarup D-Shark J.Cobb |

| Freitag, 25. Juli 2008 J. Coob Dready-2 CJ Stone vs. Tiddey Hotmen DJ Dean D-Shark Flaruo & Plexus Mario Dáli | Samstag, 26. Juli 2008 Pea vs. Froggy Bluefire Dan Reaves Quicksilver Johan Gielen DJ Shog Neo Cortex vs. Shuby Money-G |

| Freitag, 25. Juli 2008 Artiqx t0b1 Pavo Technoboy Tatanka Morten Berg Sander Bassinterface vs. Intra Noctem | Samstag, 26. Juli 2008 North Core Project Tana Creek Showtek Headhunterz Marc Acardipane Plexus & Flarup |

| Freitag, 25. Juli 2008 O.M.A aka Play-R Felix Kröcher Hanson & Schrempf Rexus aka BSTee & Dan Jork AL | Samstag, 26. Juli 2008 Giuseppe Castani Robert Natus Kaoz & Ewe 4 Decks Torsten Kanzler Brachiale Musikgestalter |

| Freitag, 25. Juli 2008 Soulfreak Ilja The Earth Boris Dlugosch Einmusik Fengari V.EX Marc N.A. | Samstag, 26. Juli 2008 Mok Uwe Worlitzer Moguai House Rockerz Monosourround Finger & Kadel Miss Gee Loyd |

| Freitag, 25. Juli 2008 Stativ Connection Playing around the Pot Funkwerkstatt Lars Christian Müller Tube & Berger Fiebiger & Holzer | Samstag, 26. Juli 2008 Quiring & Wießner Audiopunkz Stativ Connection Ron Flatter Funksyndikat ANNA Holzer and Friends |

| Freitag, 17. Juli 2009 Techno 4 Ever (Onlineradiosender) D-Shark Neo Cortex Bass T. Pulsedriver aka Topmodelz Rocco Frank Raven Yanko Money G. | Samstag, 18. Juli 2009 V. EX Bluefire DJ Shog The Hitman Reaves & Ahorn Airbeat One Projekt Tillmann Uhrmacher Kularis Money G |

| Freitag, 17. Juli 2009 Northcore Project Tana Creek Pressurheads Headhunterz Tatanka Morten Berg Totex t0b1 vs. Sander | Samstag, 18. Juli 2009 Plexus Jan Van Bass-10 Flarup Dana Technoboy Prophet Brian M cs MC Bunn G4bby Identic |

| Freitag, 17. Juli 2009 Bamba Miss Moonlight Da Hool Uwe Worlitzer Einmusik Boogi Pimps Fengarie Markus Lange Ronald Christoph Loyd | Samstag, 18. Juli 2009 Mok Interelektrika Oliver Koletzki House Rockerz Moguai Boris Dlugosch Kollektiv Turmstraße Asem Shama aka Vanguard Marc Na |

| Freitag, 17. Juli 2009 Play R Al Felix Kröcher DJ Lucca Norris Terrify Rexus | Samstag, 18. Juli 2009 L60 Base Beroshima Fritz Kalkbrenner Aybee Hartfelder |

| Freitag, 17. Juli 2009 Kimotho Daniela Stickroth Juliet Sikora Ron Flatter Dole & Komm Marc Fools & Biff Holzer Funk & Friends | Samstag, 18. Juli 2009 Mario Fiebiger Stativ Connection Lars Christian Müller Funk Syndikat Doorkeeper Quiring & Wiessner Zenit & Friends |

| Donnerstag, 16. Juli 2009 TiWei smile CTT Dj Ohm Voodi Hardstylister Freitag & Samstag diverse DJs |

| Freitag, 16. Juli 2010 Reaves & Ahorn Format:B Dominik Eulberg Oliver Koletzki Felix Kröcher Rush Mike MH4 | Samstag, 17. Juli 2010 Hardy Hard Moensters (Gunja) Toni Rios Lexy & K-Paul Moguai Menno de Jong Giuseppe Ottaviani Woody van Eyden Money G Mario Fiebiger Skanska & Vogel Marc NA |

| Freitag, 16. Juli 2010 Brain M vs MC Bunn Pressureheads Flarup Tatanka Angerfist Showtek Zany Vortex Ben Night | Samstag, 17. Juli 2010 Tana Creek Identic Noisecontrollers Brennan Heart Prophet Neophyte Jan van Bass 10 Sander |

| Freitag, 16. Juli 2010 G4bby Gollum Bass-T DJ Shog Rocco Shuby Money G. Alex Gapp | Samstag, 17. Juli 2010 Colin & Roxx Andrew Bennett Tillmann Uhrmacher Johann Gielen Miss Cortex Martink Mike MH4 |

| Freitag, 16. Juli 2010 Fabiano Ruede Hagelstein Da Hool Brothers Incognito Housewart Eshue Loyd | Samstag, 17. Juli 2010 Marc NA Strom Jay Frog House Rockerz Fengarie Beroshima MT Electronics |

| Freitag, 16. Juli 2010 L60 Norman Graf G.K. one BSTee Dexda Rexus | Samstag, 17. Juli 2010 Vinylbrothers ASP Base Hartfelder Play R |

| Freitag, 16. Juli 2010 Fred Wendekind Andre Schwarz Dynamin Stativ Connection Mario Fiebiger D.Dynamic vs. H.Funk diverse DJs | Samstag, 17. Juli 2010 Quiring & Wießner Funk Syndikat Audiopunkz Stativ Connection Glanz & Lewda diverse DJs |

| Clubfloor Fabrik Freitag, 16. Juli 2010 Ritanis Syncron Zottel Samstag, 17. Juli 2010 Wedanta Intellifex Neuronom | Coreplex Newcomer Floor Donnerstag, 15. Juli 2010 James Dawn DJ SuaK PootyTang Tim van Sand DJ Schümmä smile Hertzinfucked Boredrum Robberz Voodi Onkel Willy Freitag & Samstag diverse DJs |

| Freitag, 15. Juli 2011 Digitalmusikanten Der Dritte Raum Lexy K Paul Moonbootica Oliver Koletzki & Fran Monika Kruse Rush Oscar de la Fuente Krämer & Lindberg | Samstag, 16. Juli 2011 Mr. Sam Jay Frog Dominik Eulberg Turntablerocker Timo Maas Moguai Felix Kröcher Woody b2b Alex Morph Money G |

| Freitag, 15. Juli 2011 Ben Night Creek The Prophet Showtek Headhunterz Zany Noize Suppressor The Pressureheads Pradera | Samstag, 16. Juli 2011 Mira Flarup Technoboy D-Block & S-Te-Fan Noisecontrollers Tatanka Angerfist Mystery Sander & t0b1 |

| Freitag, 15. Juli 2011 Roland Kenzo & DJ Decide Oscar de la Fuente Sascha Braemer Dapayk Ida Engberg Moensters House Rockerz Mike MH-4 Electro City DJ Team | Samstag, 16. Juli 2011 M-Fabrik Uwe Worlitzer Howard & Stereo Boris Dlugosch Format:B Electro Ferris Jay Frog Chris Deelay MT Electronics |

| Freitag, 15. Juli 2011 Danny Cadeau & Michel Balog Coco Fay Chriss Ortega & Rocking J Alex M.O.R.P.H. Ron van den Beuken Jochen Miller RAM Jorn van Deynhoven Chris Low | Samstag, 16. Juli 2011 Sun & Set Chris Low Steve Anderson Rank 1 Woody van Eyden Claudia Cazacu Talla 2XLC Bluefire DFx |

| Freitag, 15. Juli 2011 Ex One vs. Dablexx G4bby Empyre One Frank Raven Gollum Money G. Botoxx Thom Three Maro X | Samstag, 16. Juli 2011 Andy V Ben Faze Zyco B Wave Kid Lennox K Diego Ocean DJ Ohm Future City DJ Team Ayon feat. Marcus Roxx Mave DJ Onyx Mario Dali Sinclair Jam Da Bass Andrew Bennett Collin & Roxx Tom Cloud Mr. Sam Miss Cortex Mok Timeforce Andy V LAUI diverse DJs |

| Freitag, 15. Juli 2011 Frank Wiechmann Arts & Lenni Vossi Audiopunkz vs. Traumsequenz Krüger & Leu Mirko Aurich Loyd Player7 Ben Play | Samstag, 16. Juli 2011 Quiring & Wießner Fred Wendekind Mario Fiebiger & Holzer Funk Ron Flatter Stative Connection Danny Dynamin |

| Freitag, 15. Juli 2011 Ramon Syncron Natron Hypohektika Murus Intellifex Nikki Matze | Samstag, 16. Juli 2011 Fabio Benni Moon Fabio & Moon Montagu & Golkonda |

| Freitag, 15. Juli 2011 Nitrox Cortax Insane Basi Rod Bolts Team Suizid Marc Acardipane B.W.T. dj-Team Tana Milo Vanox Rob Antra X | Samstag, 16. Juli 2011 Insane Redrum The Raptor Corehead Waldhaus Sparky Ebe Company Da Core Terror MC Wiezlcore DJ Team Tinnitus Industry Asylum Alliance |

| Freitag, 15. Juli 2011 Esouh Housewart Marc NA Chris Repulse | Samstag, 16. Juli 2011 Loyd Interelektrika Zweitaktmusik Ric Colin |

| Donnerstag, 14. Juli 2011 Inotec The Sleepwalker Georgehunter Gizeh smile 50 Hz Masterz Creek Voodi Onkel Willy | Freitag, 15. Juli 2011 MissRudeGial Sun-Fire DJ Filter heny Distorterz ReLeX Nightmare Inc. & The Harlekinz DJ Psychokid DJ Nik | Samstag, 16. Juli 2011 PSY-TO-DELIC Roxdaddy DJ Butta Karadras Cars-Ten DeeJeanny, D-Nex & MuEsLeE DJ Maniac Tim Tucker Solid Death |

| Donnerstag, 14. Juli 2011 Mario Dali Future City DJ Team DJ Ohm Colin & Roxx Boris Rubin NIZO Guinness Le Baguette | Freitag, 15. Juli 2011 TentacleZ Audio Bug Pure Electric & Master Music Dennis Dominguez DJ Alexx T DJ-MCES DJ Olek Dr. Pelikan Criztalin | Samstag, 16. Juli 2011 DJ Duo Wumpe + Wampe Christoph Klangmann Jan B. Tommy Aries Infected Fay Jonas Thietke KollektivKlangwerk X-t.r.e.m.e. Red Bull Final: Boris Rubin |

| Freitag, 14. Juli 2012 JEFFK Jay Frog Change Over Deichkind Change Over Fritz Kalkbrenner Change Over Lexy & K-Paul feat. Marteria Format B Oliver Koletzki Felix Kröcher Sascha Braemer Mike MH 4 | Samstag, 14. Juli 2012 DIGITALmusikanten Klaudia Gawlas Turntablerocker Digitalism Change Over Fedde Le Grand Change Over Sven Väth Marek Hemman Woody van Eyden Thomas Lizzara Jakob & Niemeier Money G |

| Freitag, 13. Juli 2012 Creek Coone The Prophet Noisecontrollers Technoboy Brennan Heart Angerfist Tatanka The Pressurehead | Samstag, 14. Juli 2012 Mystery DJ Stephanie D-Block & S-Te-Fan Wildstylez T’N’T Zatox Headhunterz Korsakoff Sander + TOB 1 |

| Donnerstag, 12. Juli 2012 Inotek & H-Control Gizeh & Georgehunter Sniffz & D-Stylez smile & 50Hz Masterz P-Jay & InRush Cars-Ten Voodi & Onkel Willy NDB MashUp Finale | Freitag, 13. Juli 2012 Paulicz Airquake Impact Majorheadz Elextrix Awrora Ramiro | Samstag, 14. Juli 2012 Cast DJ DJ Wakez The Masher Noisefanatic Wacky Widgetz UnknowSystem 2 Crazy |

| Donnerstag, 12. Juli 2012 Karl Kirschmayer Flaker Future City DJ-Team DJ Ohm Ric Colin Mario Fiebiger Toureau Marc N.A. Averro Viktor Czyzewski | Freitag, 13. Juli 2012 TimeForce roXxe MikAH Tom Geister Daniel Berlin Christian Henschel DJ TiMa C2 – Datei | Samstag, 14. Juli 2012 Jack-O Energizer Bazz Boyz Empyre One Jens O DJ Gollum Pulsedriver Ziggy X Albertus |

| Freitag, 13. Juli 2012 Dinky Onur Özer Extrawelt Daniel Stefanik Chris Tietjen | Samstag, 14. Juli 2012 Sascha Dive Frank Lorber Johannes Heil Dominik Eulberg Markus Fix |

| Freitag, 13. Juli 2012 Extravagance SL Neil Moore Chriss Ortega Alex M.O.R.P.H. Cosmic Gate W&W Orla Feeney Tom Cloud | Samstag, 14. Juli 2012 Chris Low CJ Stone (Classic Set) 4 Strings (Classic Set) Rank 1 Woody van Eyden DJ Dean (Classic Set) Niels van Gogh (Classic Set) Extravagance SL |

| Freitag, 13. Juli 2012 DJ Basi Team Suizid DJ Ron Masters of Noise Thorax Amnesys Endymion Mad Dog Mecanical Animal Tymon Team Suizid DaCore | Samstag, 14. Juli 2012 The Raptorz The Audio Criminalz Quitara Tha Playah Alien T Marshall Masters Art of Fighters EBE Company DaCore CUT X Terror Mc |

| Freitag, 13. Juli 2012 Kiss & Compact Grey Stereofunk Live! Breakfastklub Superflu Ostblockschlampen Boris Dlugosch Golden Toys Bassraketen Foss & Stoxx Piste Stage | Samstag, 14. Juli 2012 Uwe Worlitzer Florian Arndt G&G House Rockerz feat. Chris Sax Dabruck & Klein Aka Aka feat.Thalstroem Hana Hansen Sebastian Gnewkow Glanz & Ledwa |

| Freitag, 13. Juli 2012 Narbunel & Meisi Audiomatic Benny Audiomatic Syncron Vaishiyas Zosma Infected Shaa | Samstag, 14. Juli 2012 Timmi Sun Montagu & Golkonda Symphonix Krama Intellifex Fabio & Moon |

| Freitag, 19. Juli 2013 Inpetto Format:B Aka Aka feat. Thalstroem Tocadisco Dimitri Vegas & Like Mike Steve Aoki Ostblockschlampen Woody van Eyden Jay Frog Mike MH4 vs Seann William | Samstag, 20. Juli 2013 House Rockerz Electrixx Moguai Klangkarussell Danny Ávila Otto Knows Alesso Deniz Koyu Pan-Pot Money feat. Nick Heby |

| Freitag, 19. Juli 2013 Mystery & Creek Omegatypez The Pitcher DBSTF Wildstylez Headhunterz Frontliner Ran-D Endymion | Samstag, 20. Juli 2013 Toneshifterz Code Black Wasted Penguinz Da Tweekaz Coone Psyko Punkz Noisecontrollers Zatox Neophyte |

| Freitag, 19. Juli 2013 Feix D-Vision Brox Connexx Morph Klopfgeister | Samstag, 20. Juli 2013 Incognito Ruback Intellifex Bio-Psy Lightsphere Seemann Alter Nature Timmi Sun Zosma Audiomatic Passion Silence Idylle Montagu & Golkonda Symphonix | Sonntag, 21. Juli 2013 Syncron Day.Din Fabio & Moon PGM & Ila Querox Narbunel & Meisi Mahruna |

| Freitag, 19. Juli 2013 Basi Jan van Basten aka the Raptor Marc Arcadipane The Outside Agency Promo Angerfist Miss K8 Lowroller Tymon Da Core | Samstag, 20. Juli 2013 Team Suizid DPZ The Stunned Guys Nico & Tetta Art of Fighters Satronica Partyraiser Unexist Milo & Da Core |

| Freitag, 19. Juli 2013 DJ FuXz (contest winner) DJ Kowi (contest winner) DJ Fewa (contest winner) Diva!noize (contest winner) Suak (contest winner) Toni Casanova Mirko Niemeier Holgi Star Oliver Schories Hanne & Lore Rich vom Dorf Drauf & Dran Ron Flatter | Samstag, 20. Juli 2013 Ted Flex (contest winner) Cars-Ten (contest winner) DJ Chairgo (contest winner) DJ Tob (contest winner) Lina Lindström (contest winner) Flächenbrandt Marc NA Karl Kirschmayer Rene Bourgeois Heinrichs & Hirtenfellner Klaudia Gawlass Marcapasos Thomas Lizzara Uwe Worlitzer |

Timetable

Tag 1 (Donnerstag, 17. Juli 2014 bis Freitag, 18. Juli 2014)
| Second Circus Mira Creek D-Licious Coone Mad Dog Noize Suppressor Da Core | Tookabeatz & Friends Maywald DBN Murano meets Toka Gestört aber geil 2Elements Plastik Funk David Puentes Kid Chris Jaques Raupé & Talstrasse 3–5 Hubinek & Sperbel | Second Stage Feix Kimie Nok Timmi Capital Monkey Montagu & Golkonda Symphonix Interactive Noise Mindroom Johan Tobi Traumwelt |

 Tag 2 (Freitag, 18. Juli 2014 bis Samstag, 19. Juli 2014) 
| Mainstage Jay Frog Don Diablo Danny Ávila Nicky Romero Sebastian Ingrosso Tiësto Thomas Gold Moguai Jewelz & Sparks Ostblockschlampen | Terminal Ping Pong David K & Tom B Stefan Biniak Lexer Alle Farben Marcapasos & Janosh Flic Flac Julian Wassermann | Abstract Showcase Raphael Dincsoy Kerstin Eden Sven Wittekind Felix Kröcher Klaudia Gawlas Torsten Kanzler Sven Schaller |

| Second Stage Meisi Mahruna Blade Klopfgeister Bassforscher & Facedesign Kularis Morph & Gino Fabio & Moon Audiomatic Day.Din Incognito Natron Morten Granau Bio-Psy Brox | Maincircus Wasted Penguinz Frontliner Brennan Heart Wildstylez B-Front Korsakoff Angerfist DaY Már |

 Tag 3 (Samstag, 19. Juli 2014 bis Sonntag, 20. Juli 2014) 
| Mainstage Mike MH-4 Marcus Schössow Steve Aoki Twoloud Fedde Le Grand Afrojack Tujamo Ummet Ozcan Patric La Funk Money G. | Terminal Marc N.A. Glanz & Ledwa Ping Pong Simina Grigoriu Dapayk & Padberg René Borgeois Thomas Lizzara Flächenbrandt | Dim Mak Stage Local Support II Skills Tony Junior Keys N Krates Adioerotique Deorro Garmiani TAI Electrixx |

| Second Stage PGM & Ila Silence Lightsphere Beat Herren Phaxe Intellifex Alter Nature Kramer Syncron Neelix Vaishiyas Rubex Querox Murus Zosma Arnox Hayitt | Maincircus Acti Code Black Ran-D The Prophet Psyko Punkz Mark with a K Da Tweekaz Art of Fighters |

 Timetable 

 Tag 1 (Donnerstag, 16. Juli 2015 bis Freitag, 17. Juli 2015) 
| Mainstage Patric la Funk Volt & State Jewelz & Sparks Fedde Le Grand Darklight set Axwell Λ Ingrosso Nicky Romero Martin Garrix Dimitri Vegas & Like Mike Otto Knows Dimitri Vangelis & Wyman | Terminal Rich vom Dorf Hochanständig Gestört aber geil Lexy & K-Paul Oliver Schories Hanne & Lore Drauf & Dran A.N.A.L. Sound Playerz Andrew Bennett |

| Maincircus Creek Da Tweekaz Bass Modulators Brennan Heart DJ Stephanie The Prophet Marten Beale hosted by Mc Da Syndrome | 2nd Stage Marcello DI Benzoo Arnox Johan DZP Open Source Connex |

Tag 2 (Freitag, 17. Juli 2015 bis Samstag, 18. Juli 2015)
| Mainstage Lucas & Steve Kaaze Nick Martin Ostblockschlampen Makj Deniz Koyu Robin Schulz Alesso Armin van Buuren Danny Ávila Thomas Gold | Terminal Zwette Sascha Braemer Format B Lexer Bebetta Felix Jaehn Aka Aka feat. Thalstroem Jay Frog Danny Ávila presents More |

| Maincircus Slideout Audiofreq Code Black Wildstylez Coone Zatox presents NWO Frequencerz Dark Pact Neophyte hosted by MC Villain | 2nd Stage Mindwave Synsoniq Monod Liquid Soul Morten Granau Cubixx X-Noize Captain Hook Major 7 Ritmo Schrittmacher Si-Moon Dottex |

Tag 3 (Samstag, 18. Juli 2015 bis Sonntag, 19. Juli 2015) 
| Mainstage Local Opener Bankewitz Noize Generation Twoloud Tujamo Zedd Afrojack Steve Aoki Borgeous Moguai | Terminal Glanz & Ledwa Twopack Nico Pusch Watermät Oliver Heldens Wankelmut Stefan Biniak Thomas Lizzara |

| Maincircus Zodiac Riserz Cyber Atmozfears Frontliner Technoboy Psyko Punkz Deetox Korsakoff hosted by MC Villain | 2nd Stage Dani Saki Eco & Au.ge Phaxe Audiomatic Alter Nature Time in Motion Interactive Noise Bubble Astrix Coming Soon Firestarter Anneli Iovan Soultool Feix |

Timetable

Inoffizieller Start für VIP-Mitglieder (Mittwoch, 13. Juli 2016 bis Donnerstag, 14. Juli 2016)
| VIP Waterworld Hummel & Mors Suntastic Pablo Raketa Max Fail Vortex Golden Toys Dee-Ass Lina Lindström |

 Tag 1 (Donnerstag, 14. Juli 2016 bis Freitag, 15. Juli 2016) 
 * Laidback Luke sprang kurzfristig als Ersatz für Nicky Romero ein
| Mainstage Mike Williams Henri PFR Don Diablo Nervo Laidback Luke* Fedde Le Grand Alesso DVBBS Showtek Nick Martin FRDY | Terminal - Global Stage Holgi Star Blondee Hochanstaendig Stereo Express Alle Farben Gestört aber geil Marv Hanne & Lore Boris Dlugosh Housekasper Soundplayerzz |

| Q-Dance-Stage Waverider Festuca Code Black Max Enforcer D-Block & S-te-Fan The Prophet Wildstylez Frontliner Frequencerz Ran-D Soundplayerzz hosted by MC Villain | 2nd Stage Memory Lovegun DJ Anneli Pop Art Schrittmacher Syncron Eco & Au.ge | VIP Waterworld Marc N.A. 12:00–13:00 Alma & August Patz & Grimbard Koby Funk Mirko Niemeier Frey Aleey St-Ixx |

Tag 2 (Freitag, 15. Juli 2016 bis Samstag, 16. Juli 2016)
| Mainstage Noize Generation Dimitri Vangelis & Wyman Ostblockschlampen Tujamo Danny Ávila W&W Afrojack Tiësto KSHMR T.noize | Terminal - Bakermat & Friends M-22 Juliet Sikora Tube & Berger Bakermat Klingande Moonbootica Sam Feldt Sebastien Seizo |

| Q-Dance-Stage Slideout MVTATE Rebourne Cyber Wasted Penguinz Bass Modulators Atmozfears Brennan Heart Zatox Gunz For Hire Evil Activities hosted by MC Villain | 2nd Stage Phaxe Montagu & Golkonda Out Now Nok Tezla Hi Profile Fabio & Moon Ruback Day.Din Neelix Berg Bliss Coming Soon Bim vs. Drukeverdeler Bim | VIP Waterworld BNDAM Seizo P.A.C.O. Juliet Sikora Paji FLO MRZDK Karl Kirschmayer Daniel Ledwa Jay Frog |

Tag 3 (Samstag, 17. Juli 2016 bis Sonntag, 18. Juli 2016) 
| Mainstage Inpetto Dannic Blasterjaxx MOTi Martin Solveig Dimitri Vegas & Like Mike Armin van Buuren Steve Aoki Jewelz & Sparks Dave Replay | Terminal - Kontor & Friends Markus Gardeweg Twopack Stereoact Faul & Wad Ad Lost Frequencies Watermät Jerome Hanna Hansen Thomas Lizzara |

| Q-Dance-Stage Creek Sound Rush DJ Isaac Da Tweekaz Audiotricz Noisecontrollers Showtime Coone Psyko Punkz B-Front Hard Driver hosted by MC Villain | 2nd Stage ArkoMo Audiomatic Morten Granau Querox Tim3block Bubble Loud Captain Hook Upgrade Blastoyz Cubixx Solaris Vibe Alter Nature Kimie Infuso | VIP Waterworld Esla Maltec Phil Jamie Loca Girard Ming DJane Cassey Doreen Twopack Eliza Feliz Basti Glanz |

Timetable 

Inoffizieller Start für VIP-Mitglieder (Mittwoch, 12. Juli 2017 bis Donnerstag, 13. Juli 2017) 
| VIP Waterworld Felix Gunert & Julian Pryzkopp Husp & Bathauer Kraut & Rüben Karl Karschmayer & Jonas Rolof Fancy Sound Module & Max Walcha Daniel Ledwa & Florian Neubauer Nico Pusch & Tom Pusch David K. & Tom B. Suntastic & PS-Traxx Noise & Breithaupt |

Tag 1 (Donnerstag, 13. Juli 2017 bis Freitag, 14. Juli 2017) 
 * Brohug sprang kurzfristig als Ersatz für Alison Wonderland ein
| Mainstage Vinai Ostblockschlampen Ummet Ozcan Oliver Heldens Axwell Λ Ingrosso Armin van Buuren Danny Avila Carnage Brohug | Q-Dance-Stage Scale Devin Wild The Prophet Bass Modulators Code Black Atmozfears Noisecontrollers Frequencerz Evil Activities & Korsakoff hosted by Villain | Beach Animal Funk Marc Werner C-RO Schimpf & Schande Ben K. Kim Noble |

| Terminal (Global Stage) AirDice Marv Boris Dlugosch Pretty Pink Alle Farben Gestört aber geil Mahmut Orhan HousekaspeR Dave Ramone Hochanstaendig Blondee DIA_Plattenpussys | 2nd Stage PGM & ILA Authentic Kimie Infuso Static Movement Ritmo Anelli Jensson yNk | VIP Global Stage Schimpf & Schande Ben K. Kim Noble Marc Werner Animal Funk C-RO |

Tag 2 (Freitag, 14. Juli 2017 bis Samstag, 15. Juli 2017) 
| Mainstage Tube & Berger Paul Kalkbrenner Tiësto Don Diablo Hardwell Dimitri Vegas & Like Mike KSHMR Yellow Claw Will Sparks | Q-Dance-Stage Rebourne Andy Svge Audiotricz Zatox & Max Enforcer Da Tweekaz NCBM Coone Hard Driver Ran-D & Adaro / Gunz for Hire Angerfist & Partyraiser hosted by Villain | Beach Pascal M. Bastian Nouvo Björn Störig & Marc Wsup>Freitag, 15. Juli 2011erner Das Fachpersonal Küstenklatsch Jamie Loca & Kaylab Audio Stunts & Mahumba |

| Terminal - Lost Frequencies & Friends Ferreck Dawn M-22 Mike Perry Alan Walker Lost Frequencies Lucas & Steve Sarazar Lexer | 2nd Stage Joel Ismir Krama Klopfgeister Bubble Day.Din Fabio & Moon Skazi Blastoyz ini Vici Egorythmia E-Clip Protonica Schrittmacher Kleysky Juno Reactor | VIP Waterworld Das Fachpersonal Kuestenklatsch Kaylab Jamie Loca Björn Störig & Marc Werner Bastian Nouvo Pascal M. Audiostunts & Mahumba |

Tag 3 (Samstag, 15. Juli 2017 bis Sonntag, 16. Juli 2017) 
| Mainstage Sunnery James & Ryan Marciano Nervo Tujamo Martin Solveig Nicky Romero Galantis W&W Showtek Timmy Trumpet Headhunterz | Q-Dance-Stage Demi Kanon Cyber Wasted Penguinz Adrenalize Wildstylez Q-Dance Final-Show Brennan Heart Charly Lownoise & Mental Theo Psyko Punkz B-Front hosted by Villain | Beach Girard Alma & August Lilienweis Vimalavong Ming Marcus Brodowski |

| Terminal Hight Gunes Ergun EDX Klingande Jonas Blue Felix Jaehn Sam Feldt Artenvielfalt | 2nd Stage Johan Antec Noize Virus Omiki Querox Phaxe Emok Captain Hook Liquid Soul Neelix Bliss Coming Soon Syncron | VIP Dusted Decks Vimalavong Marcus Brodowski Anstandslos & Durchgeknallt Girard Golden Toys Alma & August Lilienweis Ming |

Timetable 

Pre-Opening (nur für Besitzer eines Pre-Opening-Tickets) (Mittwoch, 11. Juli 2018 bis Donnerstag, 12. Juli 2018) 
| The Arena Notsocool Mariana Bo Mashd 'n Kutcher Bassjackers Blasterjaxx Kaskade Nicky Romero | Second Stage Antec Fabio & Moon Day.Din Neelix Schrittmacher | VIP Bindam & Mike Wonder Suntastic & PS-Traxx & Jan-Erik Karwat Knut S. Oscar Ozz Marc Werner Karl Kirschmayer Compact Grey Fancy Sound Module & Max Walcha Tom B. & David K. Raumakustik Daniel Ledwa Florian & Neubauer Nico Pusch & Tom Pusch |

Tag 1 (Donnerstag, 12. Juli 2018 bis Freitag, 13. Juli 2018) 
| Mainstage Ostblockschlampen Lost Frequencies Vini Vici Tujamo Don Diablo Zedd Tiesto Marshmello | Q-Dance-Stage Dr. Rude Keltek Audiotricz Psyko Punkz Wildstylez Coone Ran-D Zatox Partyraiser hosted by Villain | Beach Animal Funk Marc Werner C-RO Schimpf & Schande Ben K. Kim Noble |

| Terminal Justin Prince Boris Dlugosch Housekasper Stereo Express Ofenbach Gestört aber geil Lexy & K-Paul Joris Voorn Black Coffee Claptone | 2nd Stage Lunatales Pribe Naturalize Metronome Schrittmacher Anelli Onero Hatikwa | VIP Mieso Romano Meinert Daniel Schieber Stoshi Ming Rich vom Dorf PINGPONG Hubinek & Sperbel Jonas Rolof |

| The Arena Smile Jumpa Cesqeaux WIWEK Carnage Moksi Borgore Brohug Jauz Dongkong |

Tag 2 (Freitag, 13. Juli 2018 bis Samstag, 14. Juli 2018) 
| Mainstage White Chocolate Alle Farben Neelix Alan Walker W&W Afrojack Armin van Buuren Dimitri Vegas & Like Mike DJ Snake | Q-Dance-Stage Scale Adrenalize Sound Rush Da Tweekaz Atmozfears Brennan Heart Frequencerz Sub Zero Project Angerfist hosted by Villain | Beach Pair Glasses PS-Traxx Jan-Erik Karwat Ganz Klar Hendrik Zwar |

| Terminal Dia Plattenpussys Pretty Pink Moguai white Chocolate Klingande Fabio & Florido Richie Hawtin Adam Beyer Thomas Lizzara | 2nd Stage Idylle Cubixx Mindbenderz Claudinho Brasil Ranji Phaxe Morten Granau Bubble Coming Soon Berg Liquid Soul Skazi Blastoyz Nikki S Fasma LSDirty | VIP Das Fachpersonal Kaylab Jamie Loca Roger Horton Mark Bale Switch Off |

| The Arena Driftmoon Orkidea Stoneface & Terminal Super 8 & Tab Ceremonie of the Warrior Marlo Markus Schulz Driftmoon Darren Porter |

Tag 3 (Samstag, 14. Juli 2018 bis Sonntag, 15. Juli 2018) 
| Mainstage KO:YU Kungs Danyn Avila Steve Aoki Will Sparks Timmy Trumpet KSHMR Steve Angello Hardwell | Q-Dance-Stage Toneshifterz Rät n Frikk (live) ANDY SVGE Bass Modulators Code Black Q-Dance presents: Show Time Noisecontrollers Headhunterz Miss K-8 hosted by Villain | Beach Met in Pianostore Wolff & Kretzschmar Karl Kirschmayer Daniel Ledwa Stativ Connection |

| Terminal Airdice Blondee Watermät Mike Perry Bakermat Nora en Pure Magdalena Marek Hemmann DJ Hell | 2nd Stage Klopfgeister Bitmonix Perfect Stranger Audiomatic Animato Querox Fabio & Moon Captain Hook Bliss Laughing Buddha Rinkadink Symbolic Ilai Tulla | VIP Switch Off Mark Bale Roger Horton Jamie Loca Das Fachpersonal Bastian Nouvo Küstenklatsch |

| The Arena Driftmoon Cold Blue Ilan Bluestone Grum Above & Beyond Ceremonie of the Warrior Gouryella 2.0 PURENRG Sneijder |

Timetable 

Pre-Opening (nur für VIP- und Pre-Opening-Ticket-Besitzer) (Mittwoch, 10. Juli 2019 bis Donnerstag, 11. Juli 2019) 
| Terminal Deniz Koyu MATTN Jay Hardway MAKJ Bassjackers R3HAB Slander | Second Stage Antec Audiomatic Altered State Schrittmacher | VIP Village Jonas Rolof & Daniel Ledwa Gebzound Pair Glasses, Jan-Erik Karwat, PS-Traxx Wolff & Kretzschmar KENDY Karl Kirschmayer Florian Neubauer Hubinek & Sperbel Mieso Nico Pusch & Tom Pusch VmF Live Pingpong |

| Melitta Festival Wohnzimmer Bastian Herbst AirDice Halbsteiv Küche 80 Oldschoolrockerz The Disco Boyz |

Tag 1 (Donnerstag, 11. Juli 2019 bis Freitag, 12. Juli 2019) 
* Don Diablo sprang kurzfristig als Ersatz für Afrojack ein
| Mainstage Ostblockschlampen Bassjackers Tujamo Oliver Heldens Netsky x Jauz x Slushii Don Diablo* W&W Armin van Buuren DJ Snake | Q-Dance-Stage Jay Reeve Primeshock Keltek Wildstylez Headhunterz Hard Driver Noisecontrollers B-Front Sefa hosted by Villain | Beach Area PS-Traxx Pingpong Pair Glasses Jan-Erik Karwat |

| Terminal Justin Prince Pretty Pink Lexy & K-Paul Dynoro Gestört aber geil Kungs Jonas Blue Malaa Lucas & Steve Gebrüder Brett | Second Stage Bim Krama Zyrus 7 Interactive Noise Omiki Schrittmacher Bliss Der Loth Incognito | VIP Village Tiscore Ksoch Art & Weise Husp Romano Fancy Sund Module Rich vom Dorf Daniel Schieber Oscar Ozz |

| Melitta Festival Wohnzimmer Plusminuseins Brothers Incognito Jay Cee Pretty Pink Marika Rossa Mausio |

Tag 2 (Freitag, 12. Juli 2019 bis Samstag, 13. Juli 2019) 
| Mainstage Dimitri Vangelis & Wyman Salvatore Ganacci Alan Walker Vini Vici KSHMR Alesso Martin Garrix Dimitri Vegas & Like Mike | Q-Dance-Stage Audiotricz Atmozfears Da Tweekaz D-Block & S-te-Fan Zatox Brennan Heart Ran-D & Phuture Sub Zero Project Dr. Peacock hosted by Villain | Beach Area Wolff & Kretzschmar Husp Gebzound Nico Pusch & Tom Pusch |

| Terminal Blondee & Roberto Mozza White Chocolate Housekasper Mike Perry Sunnery James & Ryan Marciano EDX Lost Frequencies Tchami Wiwek | Second Stage Tezla Class A Ghost Rider Ranji Morten Granau Phaxe Fabio & Moon Blastoyz Animato Ace Ventura Astrix Alpha Portal Tristan Avalon Azax Timelock Anneli | VIP Village Roger Horton Ton Don Kaylab Bastian Nouvo Jamie Loca Mark Bale Nicky Jones Pascal M. |

| Melitta Festival Wohnzimmer Marcus Brodowski ANIE 2Elements David K & Tom B Marcapasos & Janosh Thomas Lizzara |

Tag 3 (Samstag, 13. Juli 2019 bis Sonntag, 14. Juli 2019) 
*nach MAKJ sollte eigentlich Steve Aoki auftreten, der aber kurzfristig absagen musste
| Mainstage* MAKJ Neelix Martin Solveig & Jax Jones present: EUROPA Will Sparks Danny Avila Sebastian Ingrosso & Steve Angello The Chainsmokers Timmy Trumpet | Q-Dance-Stage Adrenalize Sound Rush Wasted Penguinz Code Black TNT Psyko Punkz Bass Modulators Adaro Rebelion hosted by Villain | Beach Area Daniel Warzecha GanzKlar Mieso Dorfkind J-P |

| Terminal Boris Dlugosch Anstandslos & Durchgeknallt Martin Jensen SKIY Ofenbach Nora en Pure Klingande Sam Feldt Felix Jaehn Mercer Mike Williams Moksi | Second Stage Hatikwa Hi Profile Caludinho Brasil Whiteno1se Off Limits Ticon Ritmo Captain Hook Liquid Soul 3 Of Life Pixel Kleysky G.M.S. Coming Soon Electric Universe John00Fleming Eco & Au.Ge | VIP Village Nicky Jones Bastian Nouvo Mark Bale Jamie Loca Pascal M. Küstenklatsch Roger Horton Ton Don Kaylab |

| Melitta Festival Wohnzimmer Acina Vortex Patz & Grimbard The Holy Santa Barbara VIZE Boris Dlugosch Golden Toys |